# 鴨方藩
鴨方藩（かもがたはん）は、岡山藩の支藩。江戸期を通じての名称は岡山新田藩（おかやましんでんはん）で、明治元年（1868年）に鴨方藩と改称した。明治4年（1871年）、廃藩置県により鴨方県となった。

## 概要
備中国浅口郡（現：岡山県浅口市）・小田郡・窪屋郡を領有し、藩庁は鴨方陣屋。石高は2万5000石。寛文12年（1672年）、光政の次男・政言が立藩した。
岡山神社に連なる高台を小早川が治めた頃から天神山と呼んでおり、貞享年間に天神社と山王社が岡山神社に遷座すると、伊庭主膳や榊原香庵が邸宅を構え、寛文7年（1667年）に信濃守が内山下の対面所から移り住む。藩主はほとんど岡山城下に居住していた。

## 体制
岡山大学教育学部社会科教室内地域研究会の資料によると、藩内では家老・中老・小仕置・郡代・判形・大目付・御留方による評議式にて藩を治めていた。なお、評定所は設けられておらず、勘定所にて評議が行われていたと同研究会は推測している。

## 歴代鴨方藩主
- 『倉敷市史』[5][6]による。

池田家 - 外様 2万5000石
1. 政言 – 池田光政の次男。池田輝政の曾孫[7]。
2. 政倚
3. 政方
4. 政香
5. 政直
6. 政養
7. 政共
8. 政善 – 幕府の公式記録にはないが、はじめ政広（官位なし）が藩主を継ぎ、その身代わりで政善が擁立された[8]。
9. 政詮
10. 政保[9]

## 藩士関係
- 浦上玉堂 - 大目付。文人画家。
- 原田一道 - 幕末・明治期の兵学者。
- 原田直敦 - 勤王の志士の後、判事などを歴任した。
- 磯田道史 - 歴史学者。重臣磯田郡次兵衛の子孫。

## 関連資料
本文の典拠ではないもの。発行年順。
- 「鴨方藩」『Meiji shoki shohan kiroku』Library of Congress Photoduplication Service〈日本占領関係資料〉、1977年。別題『明治初期諸藩記録』、マイクロフィルム第2巻、ポジ、35 mm。国立国会図書館書誌ID:028696716
- 「山陽の諸藩《備中国》岡山鴨方藩」『歴史と旅』第15巻第11号 (通号206) 秋田書店、1988年7月、250-251頁 (コマ番号0126.jp2)。doi:10.11501/7947385。
- 河手龍海「研究ノート 備中鴨方藩における給知異動について」神戸女子大学史学会 編『神女大史学』第8号、神戸女子大学史学会、1991年3月。39-54頁（コマ番号0021.jp）。doi:10.11501/4424474。ISSN 0912-7658。
- 藤尾隆志『鴨方藩：名門池田家の流れを汲み、備中鴨方に陣屋を置く。本家に助けられつつ、存在感を増した分家大名の物語』東京 : 現代書館〈シリーズ藩物語〉、2021年。ISBN 978-4-7684-7159-3。文献一覧あり
- 佐藤健治『池田光政と鴨方藩領』笠岡 : みさご発行所 (印刷)、2018年。